# Xenía

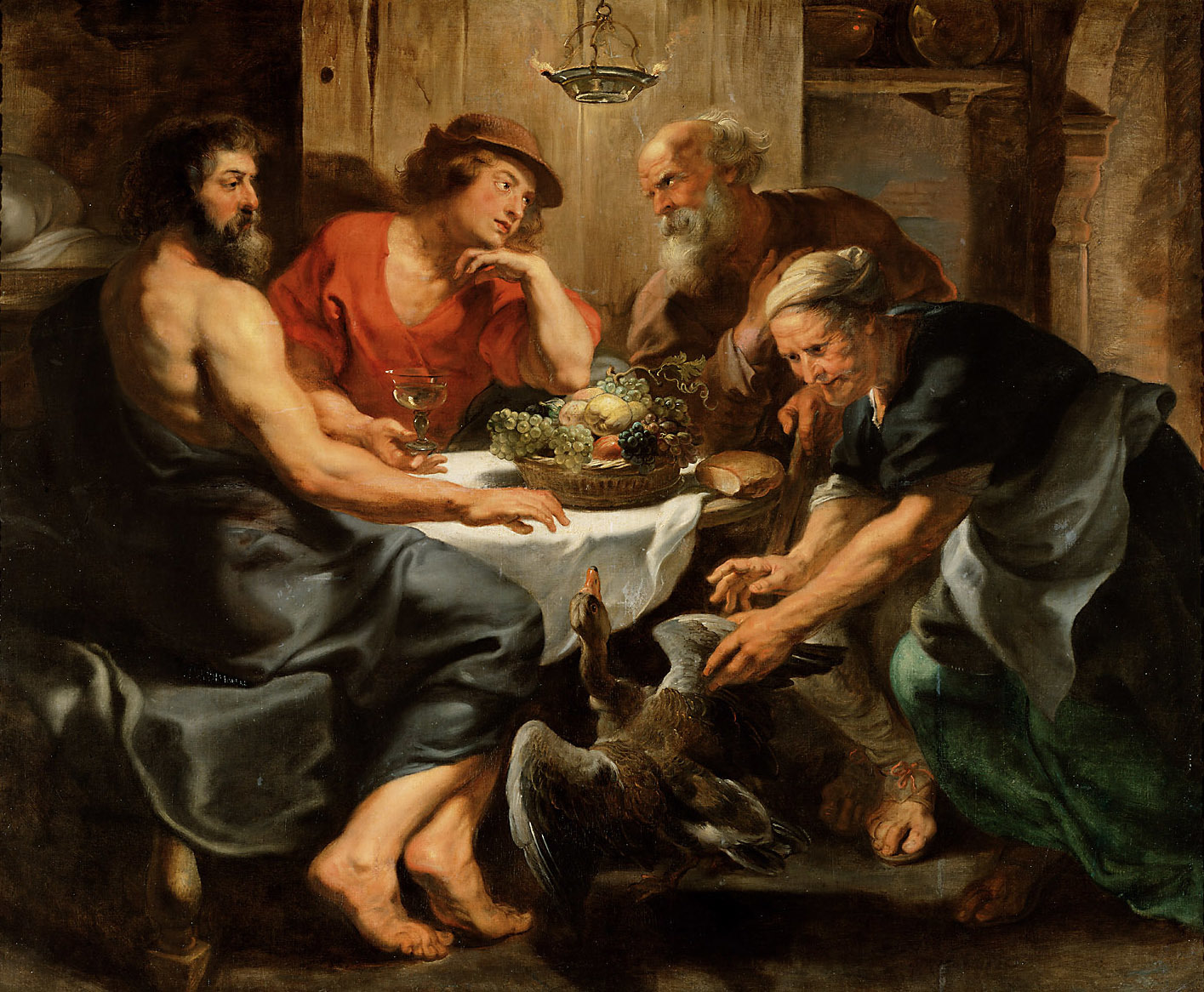
Cuadro de Peter Paul Rubens: Júpiter y Mercurio en casa de Filemón y Baucis.

En los tiempos heroicos de Grecia, la xenía (ξενία / xenía) era un contrato de hospitalidad que hacían los jefes o caudillos con los reyes. Los contratantes escribían sus nombres en una tablilla de metal o de marfil, luego la rompían por la mitad y guardaba cada uno una parte.
Cuando un jefe portador de una tablilla así reclamaba la hospitalidad o un simple servicio, obtenía inmediatamente lo que pedía. Más tarde, los ciudadanos de las repúblicas hicieron alianzas análogas a ésta, viniendo ello a ser un recurso para los casos de guerra o proscripción. En muchas ciudades de Grecia hubo oficiales o magistrados (próxenos) encargados de cumplir los deberes de la hospitalidad para con los habitantes de otra ciudad con la que habían contratado xenía. Estos próxenos recibían en sus casas a los extranjeros, los atendían y juzgaban sus litigios. Sus funciones tenían gran analogía con las de los modernos cónsules.
La voz «xenía» se halla en papiros del siglo III d. C. en el sentido de presentes ofrecidos con la ocasión de la visita de un rey o un alto funcionario y en la época romana tiene el significado preciso de presentes hechos a enviados oficiales. En la época del Imperio en particular, la xenía era muy usual en la vida privada; cambió ligeramente de sentido al latinizarse y designó los regalos o presentes ofrecidos a los invitados al final de una comida de ceremonia.

## Epi xenia
En Grecia la voz «xenía» se empleaba especialmente en la expresión epí xenia para designar la invitación a una comida oficial y en este sentido se la halla a menudo en Ática. En Atenas, como en la mayor parte de las polis (ciudades griegas), los banquetes oficiales se celebraban en el pritaneo, hogar de la ciudad. En Creta y en Esparta se hallan invitaciones a las sisitias, a los banquetes en común de los ciudadanos. La expresión epí xenia estaba reservada a los huéspedes extranjeros: en Atenas se distinguían los xenia del deipnon, que se aplicaba a los atenienses. Lo xenia eran ofrecidos casi siempre por el Estado.

## Otros usos
La palabra «xenía» tenía, además, otra acepción: designaba los regalos hechos a los huéspedes con objeto de renovar la amistad y el derecho de hospitalidad. Así, cuando un rico recibía la visita de un amigo, le hacía un regalo y el favorecido le correspondía con otro. Los romanos, a raíz de la conquista de Grecia, aplicaron el nombre de xenia a los antiguos aguinaldos de las Saturnales y después a los presentes que los clientes hacían a los abogados. En la época del Bajo Imperio eran los regalos que, conforme a la costumbre asiática, se hacían a los gobernadores.